# Xã Henderson, Michigan
Xã Henderson (tiếng Anh: Henderson Township) là một xã thuộc quận Wexford, tiểu bang Michigan, Hoa Kỳ. Năm 2010, dân số của xã này là 163 người.